# Roldor

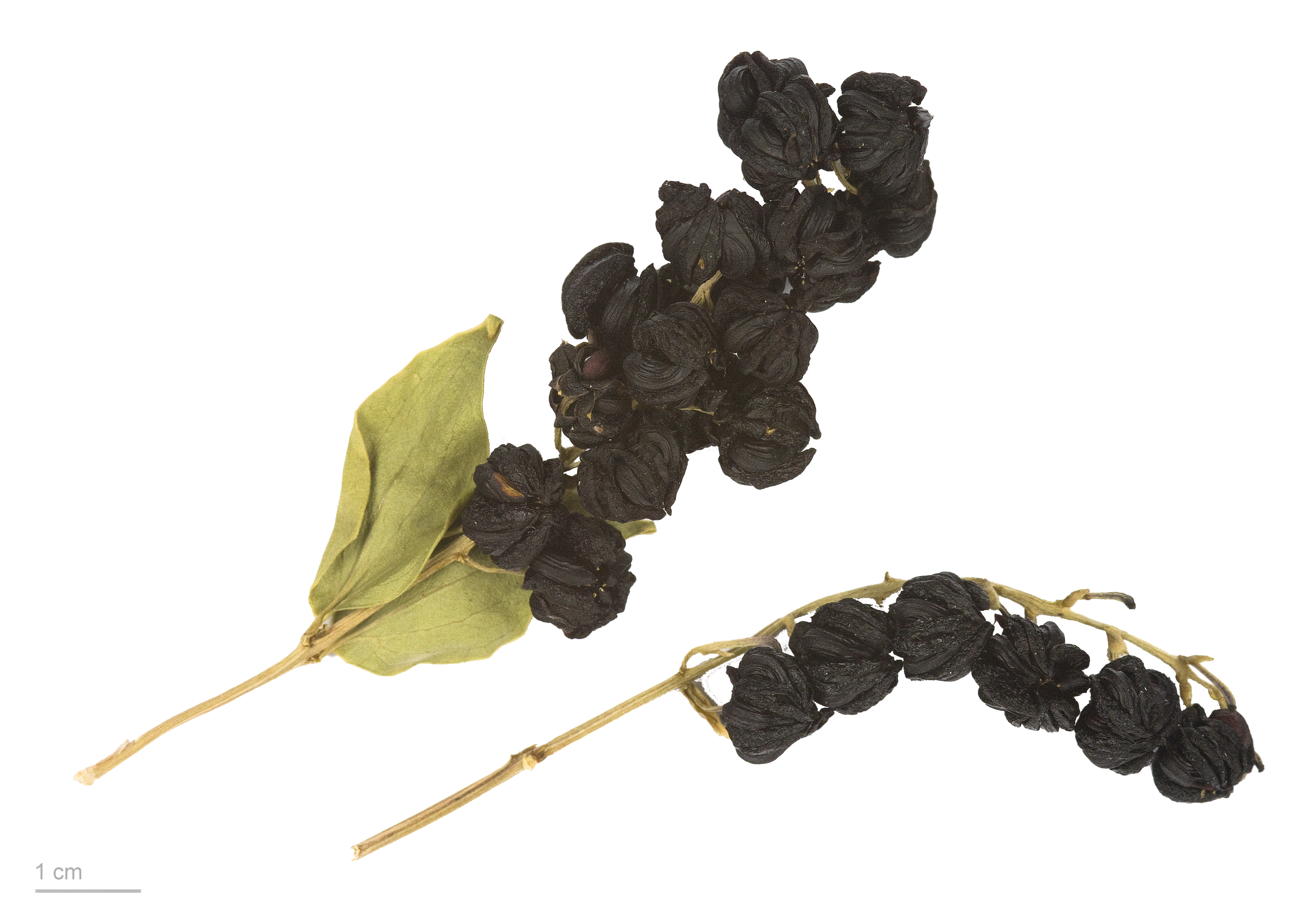
Coriaria myrtifolia

El roldor, emborratxacabres, o raola (Coriaria myrtifolia) és una planta arbustiva de fruits verinosos que pertany a la família de les coriariàcies, les fulles de la qual s'havien fet servir tradicionalment com a matèria primera per a adobar pells. És una planta glabra (sense pilositat), semi-caducifòlia (depenent del fred que arribi a fer a l'hivern), que pot arribar fins a 4,5 metres d'alçada, no espinosa, amb tiges anguloses i amb fulles de fins a 6 cm de llarg i 3 cm d'ample, coriàcies, oposades, amb tres nervis principals, lanceolades i lluents. Floreix a la primavera amb uns raïms de flors verdoses pentàmeres (5 pètals) i polígames (fa flors masculines, femenines i hermafrodites). Fructifica a la primeria de l'estiu. El que sembla un fruit carnós força semblant a la móra d'esbarzer és en realitat producte del creixement dels pètals; l'autèntic fruit és una núcula de 4 mm de diàmetre. La ingesta d'aquesta fruits (induïda per llur semblança amb les móres) pot causar intoxicacions mortals, sobretot en infants.
Les arrels fan simbiosi amb bacteris nitrificants malgrat que no pertany a la família de les fabàcies. Aquesta planta s'havia utilitzat en blanqueria fins a les primeries del segle XX per la seva riquesa en tanins.

## Distribució i hàbitat
Se'n troba habitualment a les bardisses, juntament amb l'esbarzer. El matollar de roldor s'anomena roldorar o roldoreda. És molt corrent a Catalunya en fenassars humits i vores de torrents però no gens a l'interior de la península Ibèrica i per això moltes persones provinents d'aquelles terres en desconeixen la toxicitat.
Només prolifera l'àrea mediterrània europea i africana: 
- A la península Ibèrica és molt comuna a Catalunya (des del litoral fins als 1000 metres d'altitud) i força rara al País Valencià (tot i que se'n troba a la Plana Alta, a l'Alt Millars, a l'Horta i en altres comarques). A les illes Balears, només se'n troba al nord d'Eivissa. A l'Andalusia oriental se'n troba en alguns llocs de manera disjunta.
- Al Llenguadoc i la Provença, i també al nord d'Itàlia (de la Ligúria al Vènet), el roldor apareix al litoral i prelitoral mediterrani i reapareix de manera aïllada al voltant de Bordeus.
- Al litoral mediterrani de l'Àfrica nord-occidental, apareix en quatre zones desconnectades entre elles.